# Horário de Moscovo
| roxa          | Horário dos Açores / Horário de Verão dos Açores (UTC-1 / UTC±0)                    |
| Azul claro    | Horário da Europa Ocidental (UTC±0)                                                 |
| Azul          | Horário da Europa Ocidental / Horário de Verão da Europa Ocidental (UTC±0 / UTC+1). |
| Vermelho      | Horário da Europa Central / Horário de Verão da Europa Central (UTC+1 / UTC+2).     |
| Amarelo claro | Horário de Kaliningrado (UTC+2).                                                    |
| Amarelo       | Horário do Leste Europeu / Horário de Verão do Leste Europeu (UTC+2 / UTC+3).       |
| Verde claro   | Horário da Turquia, Horário de Moscovo (UTC+3).                                     |

O Horário de Moscovo é a zona horária da cidade de Moscovo, Rússia e maioria do ocidente da Rússia, incluindo São Petersburgo. Do ocidente, é a segundo das 11 zonas horárias na Rússia. Em concordância com o Decreto de Sovnarkom, Conselho dos Comissários do Povo, de 16 de Junho de 1930, o Decreto de Horário foi introduzido, adicionando uma hora a cada zona horária da União das Repúblicas Socialistas Soviéticas, então o Horário de Moscovo tem 3 horas a mais do Tempo Universal Coordenado.
O Horário de Moscovo é usado para os horários de comboios, aviões, barcos, etc. em toda a Federação Russa, este horário é registado em telegramas, etc. Os horários na Rússia são muito anunciados em todas as estações de rádio do país como Horário de Moscovo.
O Horário Standard de Moscovo (MSK, МСК) tem 3 horas a mais do UTC, ou UTC+3.
O Horário de Verão de Moscovo (MSD) tem uma hora a mais do Horário Standard de Moscovo, fazendo UTC+4.

## Uso
A secção europeia da Rússia (a porção da Rússia a oeste dos Montes Urais), que contem a cidade de Moscovo, usa o Horário de Moscovo só durante o Inverno, entre o último domingo de outubro e o último domingo de março. Em Kaliningrado é usado o Horário do Leste Europeu (UTC+2). Samara, e Udmurtia usam o Horário de Samara (UTC+4) em vez do Horário de Moscovo.
Na Zona Horária de Samara é usado UTC+4, em Samara e Udmúrtia.
No passado, o Horário de Moscovo foi usado na secção europeia da antiga URSS:
- Bielorrússia, entre 1930 e 1991
- Estónia, entre 1940 e 1989
- Letónia, entre 1940 e 1989
- Lituânia, entre 1940 e 1989
- Moldávia, entre 1940 e 1991
- Ucrânia, entre 1930 e 1990
- Kaliningrado (Rússia), entre 1946 e 1991
- Moscovo, em 1930
- Samara (Rússia), entre 1989 e 1991

Entre 1922 e 1930 e 1991 e 1992, o Horário do Leste Europeu foi usado em Moscovo.

### Horário de Verão de Moscovo
Como a maior parte do resto do Mundo, durante o Verão, o horário de Moscovo adianta uma hora para UTC+4.
Desde 1981 é usado na secção europeia da antiga URSS:
- até 1988 na Estónia, Letónia, Lituânia
- até 1989 na Bielorrússia, Moldávia e Ucrânia
- até 1990 em Kaliningrado.

O Horário de Verão de Moscovo foi usado em Samara entre 1989 e 1990.
Só a cidade de Moscovo usou o Horário de Verão do Leste Europeu em 1991-1992 e foi usado o Horário de Verão do Leste Europeu no Verão de 1991. Pelo Verão de 1992, a cidade e a região reverteu para o Horário de Moscovo.